# Tatjana Brylina
Tatjana Maksimowna Brylina (ros. Татьяна Максимовна Брылина; ur. 25 kwietnia 1955 we wsi Tauszkanskoje) – rosyjska biathlonistka reprezentująca ZSRR, brązowa medalistka mistrzostw świata. W Pucharze Świata zadebiutowała w sezonie 1983/1984. W zawodach tego cyklu trzy razy stawała na podium: 29 lutego 1984 roku w Chamonix była trzecia w biegu indywidualnym, podobnie jak 9 stycznia 1985 roku w Mińsku, a 11 stycznia 1985 roku w Mińsku zajęła drugie miejsce w sprincie. W 1984 roku wystąpiła podczas mistrzostw świata w Chamonix, gdzie zdobyła brązowy medal w biegu indywidualnym. Wyprzedziły ją jedynie dwie rodaczki: Wieniera Czernyszowa i Ludmiła Zabołotna. Na tej samej imprezie była też dziewiąta w sprincie. Nigdy nie wystartowała na igrzyskach olimpijskich.

## Osiągnięcia

### Mistrzostwa świata
| Rok  | Miejscowość | Konkurencje | Konkurencje | Konkurencje | Konkurencje | Konkurencje | Konkurencje | Konkurencje |
| Rok  | Miejscowość | IN          | SP          | PU          | MS          | RL          | MR          | SR          |
| ---- | ----------- | ----------- | ----------- | ----------- | ----------- | ----------- | ----------- | ----------- |
| 1984 | Chamonix    | 3.          | 9.          | nd.         | nd.         | –           | nd.         | –           |

### Puchar Świata

#### Miejsca w klasyfikacji generalnej
| Sezon     | Miejsce |
| --------- | ------- |
| 1983/1984 | ?       |
| 1984/1985 | ?       |

#### Miejsca na podium chronologicznie
| Lp. | Dzień       | Rok  | Miejscowość | Konkurencja                | Lokata | Pudła | Czas biegu | Strata | Zwycięzca            |
| --- | ----------- | ---- | ----------- | -------------------------- | ------ | ----- | ---------- | ------ | -------------------- |
| 1.  | 29 lutego   | 1984 | Chamonix    | Bieg indywidualny na 15 km | 3.     | 2+2+0 | 44:21,7    | +28,3  | Wieniera Czernyszowa |
| 2.  | 9 stycznia  | 1985 | Mińsk       | Bieg indywidualny na 15 km | 3.     | ?     | 45:31,0    | ?      | Jelena Gołowina      |
| 3.  | 11 stycznia | 1985 | Mińsk       | Sprint na 7,5 km           | 2.     | 1     | 20:15,7    | +25,6  | Jelena Gołowina      |